# Новониколаевка (Липецкая область)
Новоникола́евка — деревня Сенцовского сельсовета Липецкого района Липецкой области.

## География

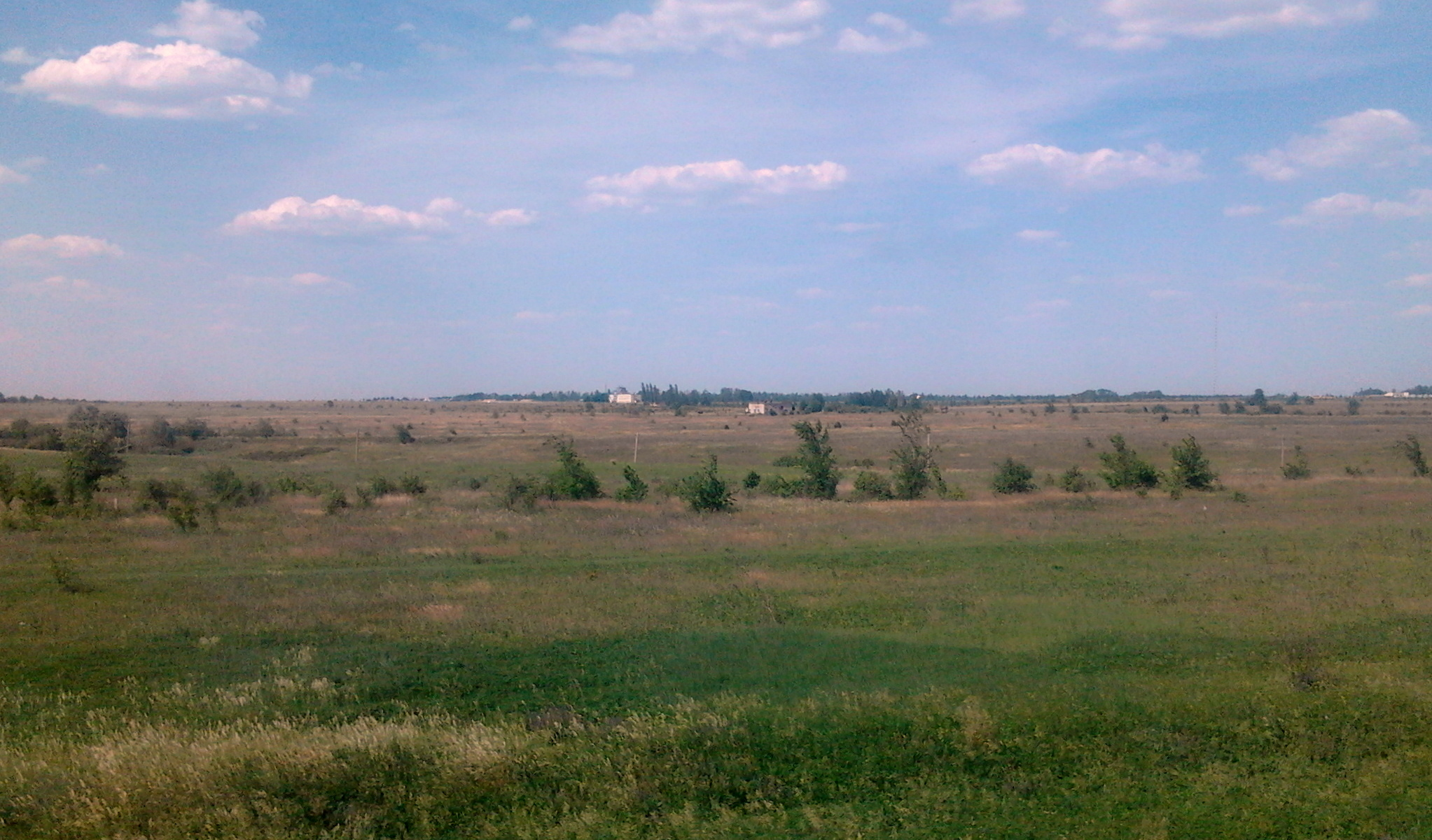
Вид от железной дороги в сторону аэродрома «Липецк-2». Более густая растительность в левой части снимка (на среднем плане) отмечает район деревни Новониколаевка

Новониколаевка располагается у западной границы территории аэродрома «Липецк-2», на котором базируется Липецкий авиацентр — к западу от старой взлётно-посадочной полосы и к юго-западу от новой ВПП. К югу от населённого пункта проходит участок Юго-Восточной железной дороги (перегон Елец—Липецк). На железнодорожной линии здесь устроен путевой пост, с северной стороны от железной дороги имеется артезианский колодец, пути окаймлены лесополосами из дуба. Юго-восточнее деревни находится остановочный пункт 265 км. Южнее полотна железной дороги в окрестностях путевого поста и платформы 265 км уже начинаются садоводческие участки микрорайона Венера города Липецка.
Деревня стоит у небольшого пруда, севернее неё есть ещё один, более крупный пруд с земляной дамбой. Оба пруда устроены на пересохшем ныне водотоке, ранее устремлявшемся в юго-восточном направлении, к Венере. Впоследствии он впадал в Липовку. Западнее Новониколаевки, за насыпью бывших подъездных железнодорожных путей, которые вели к находившимся севернее песчаным карьерам, находится село Сенцово, центр сельсовета. Перед насыпью, со стороны Новониколаевки, имеются лесопосадки (высажены берёзы). Северо-западнее деревни, за высотой 209,3 м и несколькими новыми песчаными карьерами, располагаются другие населённые пункты сельсовета — деревни Тынковка, Яковлевка и Фёдоровка.

## История
В Списке населённых мест Липецкого уезда Тамбовской губернии, составленном по данным Всесоюзной переписи 1926 года, деревня Ново-Николаевка (указаны также другие названия — Гудовка, Отруба) значится как основанная до 1917 года. При этом в перечне населённых пунктов уезда по волостям в адрес-календаре и справочной книжке губернии на 1914 год деревня отсутствует. В 1926 году в Ново-Николаевке было зарегистрировано 36 хозяйств, все главы хозяйств — русские, в общей сложности проживало 207 человек (104 мужчины и 103 женщины).
По данным второй половины 1930-х — начала 1940-х годов, в Новониколаевке на тот момент было 35 дворов. По сведениям 1981 года, в деревне проживало около 110 человек. Однако к началу 2000-х годов в поселении осталось лишь около 10 жителей, что в целом подтвердили результаты Всероссийской переписи населения 2002 года. На некоторых картах того периода деревня даже не отмечалась в качестве реально существующего населённого пункта (например, план города Липецка 2000 года упоминает только «урочище Новониколаевка»). Несмотря на то, что после Всероссийской переписи населения 2010 года, выявившей полное отсутствие населения в деревне, публиковались данные о наличии некоторого количества жителей, зарегистрированных в Новониколаевке, в реальности на текущий момент какие-либо строения в деревне отсутствуют, район населённого пункта отмечается древесной растительностью посреди полей и очертаниями некоторых основных улиц.

## Население
| 2010 | 2012 |
| ---- | ---- |
| 0    | ↗5   |

Согласно переписи 2002 года, в деревне проживало 6 человек, из них 3 мужчины и 3 женщины, 100 % населения составляли русские.

## Галерея

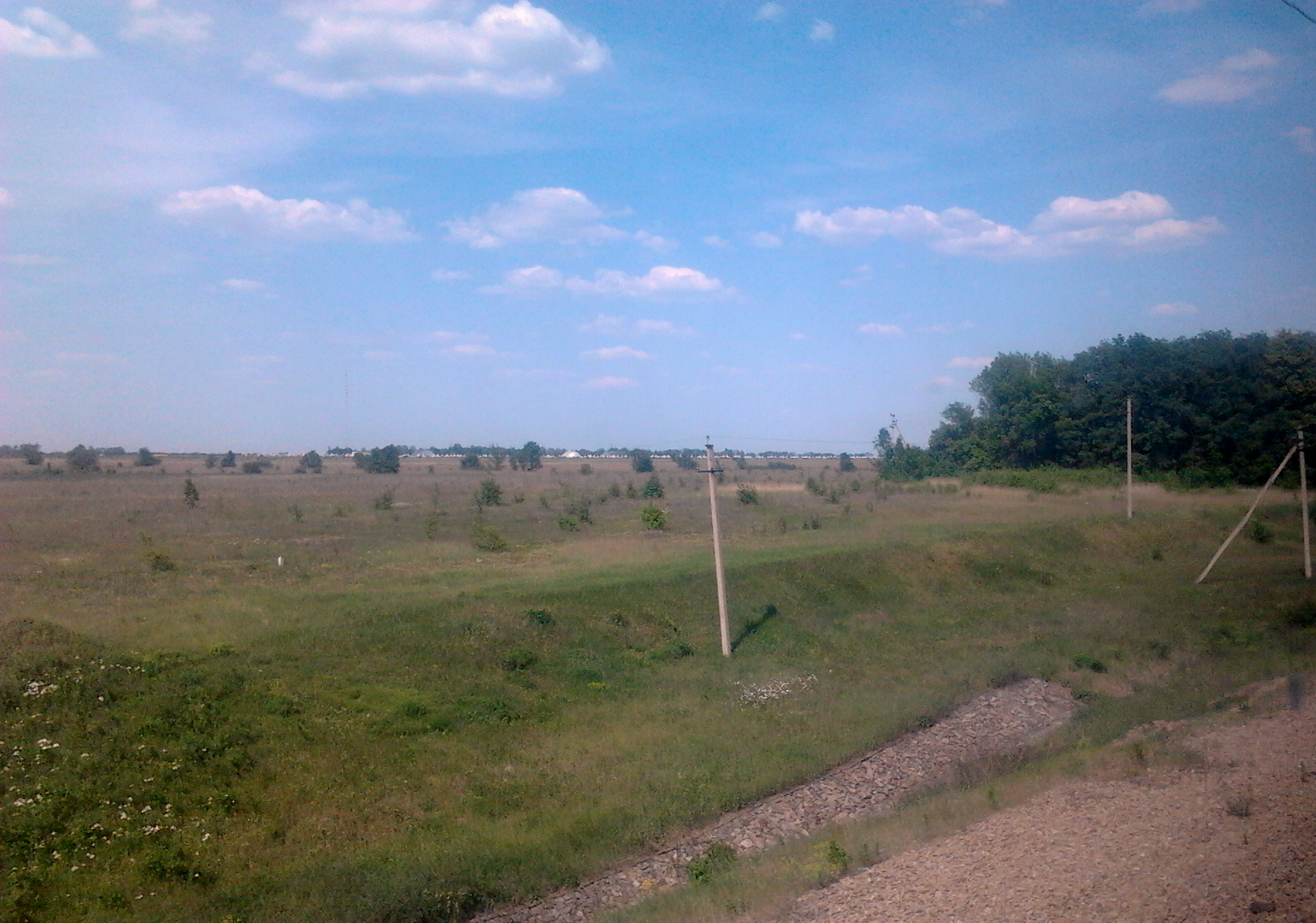
Вид от железной дороги севернее микрорайона Венера в сторону аэродрома
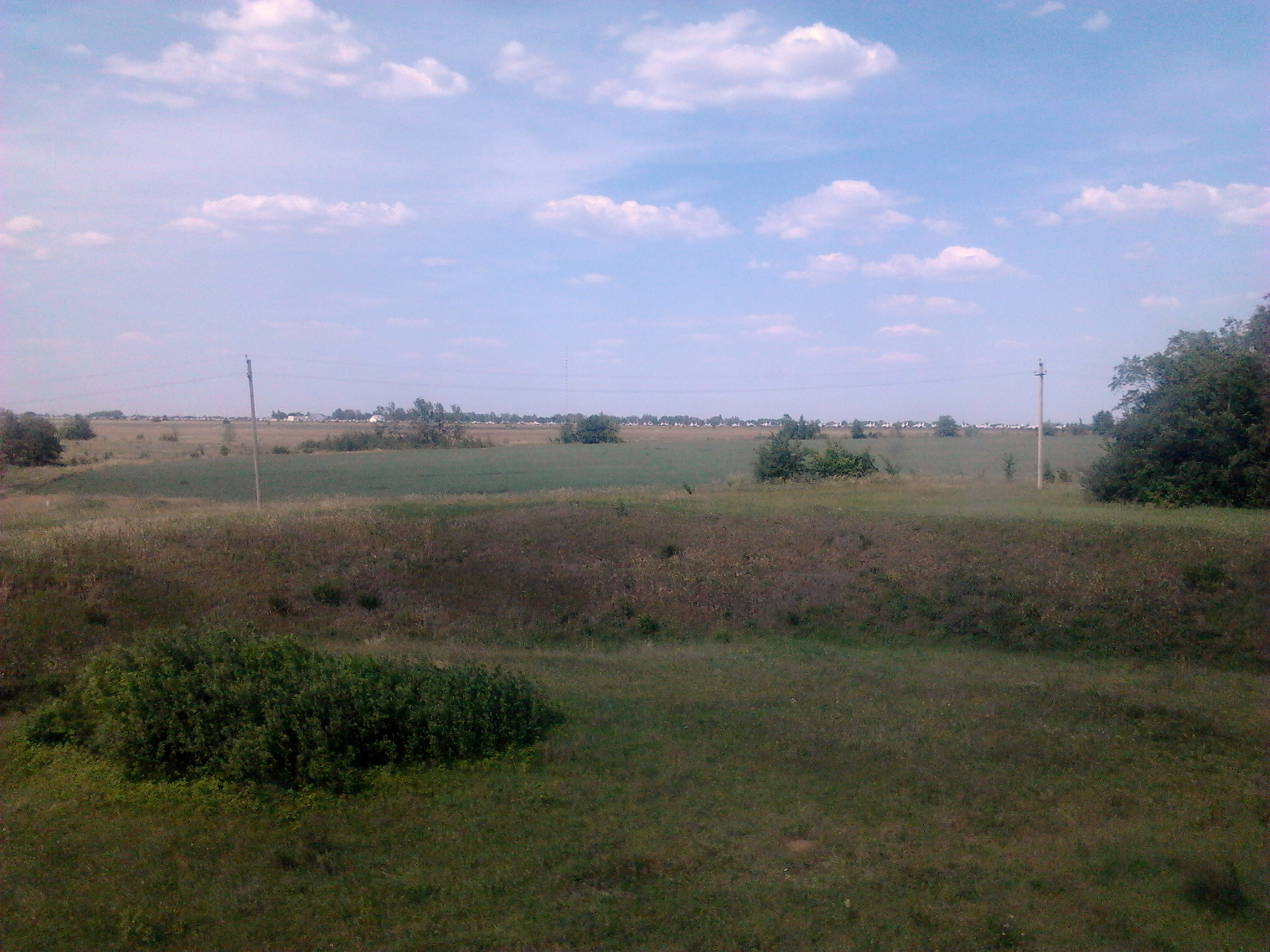
Вид в сторону аэродрома. Вдалеке заметен ряд самолётов на старой ВПП
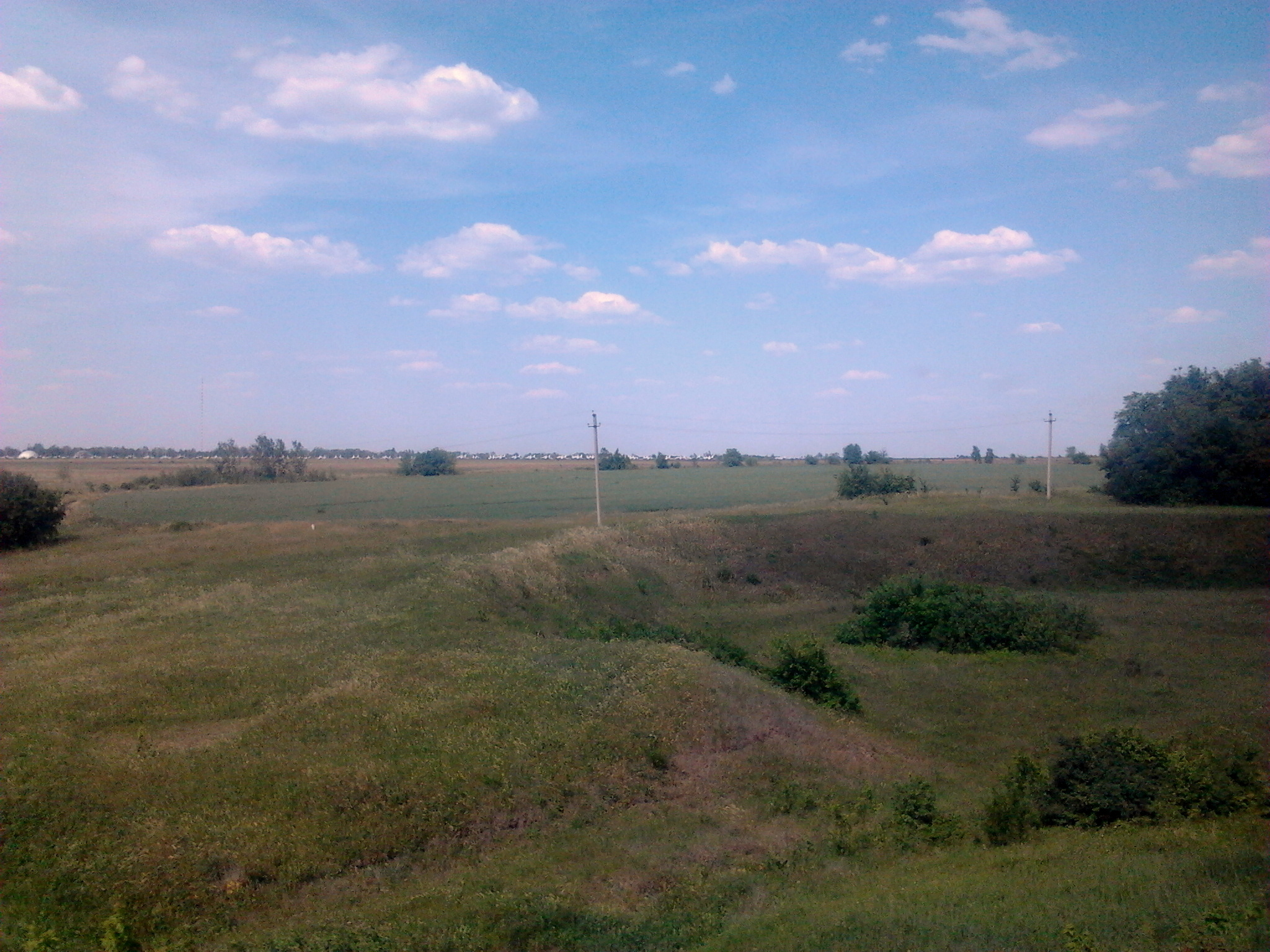
Вид из пересохшего русла притока Липовки на старую взлётную полосу авиацентра